# Cota (Kolumbien)
Cota ist eine Gemeinde (municipio) im Departamento Cundinamarca in Kolumbien, die zur Metropolregion Bogotá gehört.

## Geographie
Cota liegt in Cundinamarca, in der Provinz Sabana Centro, ungefähr 26 km von Bogotá entfernt auf einer Höhe von 2566 m ü. NN und hat eine Durchschnittstemperatur von 14 °C. Die Gemeinde grenzt im Norden an Chía, im Osten an den Stadtbezirk Suba in Bogotá mit dem Río Bogotá als Grenze, im Süden an Funza und im Westen an Tenjo.

## Bevölkerung
Die Gemeinde Cota hat 26.980 Einwohner, von denen 15.705 im städtischen Teil (cabecera municipal) der Gemeinde leben (Stand: 2019).

## Geschichte
Cota wurde 1604 auf Anweisung von Diego Gómez de Mena gegründet. Der Hauptort befindet sich seit 1873 an der heutigen Stelle, damals als Tres Esquinas bekannt. Vorher befand er sich an der Stelle des heutigen Ortsteils Hacienda Santa Cruz. Die Verlegung erfolgte, um von der Lage an der wirtschaftlich bedeutsamen Strecke zwischen Zipaquirá und Girardot zu profitieren.

## Wirtschaft
Der wichtigste Wirtschaftszweig von Cota ist die Landwirtschaft. Insbesondere werden Salat und Weißkohl angebaut. Zudem werden Kühe und Pferde gehalten. Eine wichtige Rolle spielen außerdem Restaurants, in denen typische Gerichte der Region angeboten werden. In Cota befindet sich eine Fabrik von Toyota, in der Lastkraftfahrzeugen der Marke Hino Jidōsha produziert werden.

## Sehenswertes
- Bioparque La Reserva, ein Naturpark, in dem Besucher die Flora und Fauna der Region mit geführten Touren im natürlichen Habitat erleben können.
- Plaza principal Luis Carlos Galán Sarmiento, der Hauptplatz von Cota, benannt nach dem Politiker Luis Carlos Galán.[5]
- Gebäude der Hacienda el noviciado und Umgebung. Nebensitz der Universidad de los Andes.[6]

## Sport
Seit Anfang 2018 trägt der kolumbianische Zweitligist Fortaleza FC, der seinen Vereinssitz im benachbarten Suba in Bogotá hat, im Estadio Municipal von Cota seine Heimspiele aus.